# Расстрел военнопленных ВСУ возле Авдеевки (декабрь 2023)
Расстрел военнопленных ВСУ возле Авдеевки — военное преступление, зафиксированное на камеру дрона, совершенное российскими военнослужащими в районе с. Степовое . Видео расстрела появилось в сети 2 декабря 2023 года: на кадрах видно, как двое бойцов ВСУ выходят по очереди из траншеи, держа руки за головой, и ложатся на землю. После этого российские военные открывают огонь по безоружным украинцам и убивают их.
Управление стратегических коммуникаций ВСУ подтвердило подлинность видео. Проект DeepState (опубликовавший видео расстрела 2 декабря 2023 г.) установил, что военное преступление произошло в районе с. Степовое, в северном направлении от Авдеевки.  По информации DeepState, погибшие военнопленные были из 45-го отдельного стрелкового батальйона Украины, что были вынуждены сдаться в плен из-за нехватки боекомплекта.

## Предыстория
Исполнительный директор Украинского Хельсинского союза по правам человека (УХПСЧ) Александр Павличенко заявил, что внесудебные казни пленных украинцев пророссийские военные ДНР и ЛНР, а также военнослужащие РФ практиковали с начала российско-украинской войны 2014 г . Обнаружены документы, а также фото- и видеодоказательства, зафиксировавшие жестокое обращение (в т.ч. пытки и убийства) российских военных и пророссийских сепаратистов к украинским военнопленным.
С начала полномасштабного вторжения в Украину Украина обвиняет российских военных в многочисленных военных преступлениях по отношению к украинским военнопленным. В марте 2023 года в сети распространилось видео с расстрелом украинского военнопленного Александра Мациевского, которого российские военные убили после слов «Слава Украине!». В апреле 2023 г. в интернете появилось видео жестокого убийства украинского военнопленного: российские солдаты отрезали голову ещё живому солдату ВСУ ножом.

## Ход событий
Авдеевка с начала российско-украинской войны 2014 г. была прифронтовым городом, который российские военные стремились захватить почти десять лет. С 10 октября 2023 года войска РФ начали масштабный штурм Авдеевки. Эти бои стали одними из самых кровопролитных за время полномасштабной войны России против Украины, во время которых российские войска несли огромные потери.

### Убийство военнопленных ВСУ
2 декабря 2023 года украинский мониторинговый проект DeepState на своем телеграмм-канале опубликовал видео с убийством украинских военнопленных, которое было снято с дрона. Как сообщал DeepState, когда российские военные окружили блиндаж, бойцы ВСУ были вынуждены сдаться в плен россиянам из-за нехватки боекомплекта.
На видео зафиксировано, по меньшей мере, шесть российских военных, окруживших украинский блиндаж. Из него по очереди вышли украинские военные, держа руки за головой, и легли на землю лицом вниз. Вышедший вторым из блиндажа боец имел признаки ранения или контузии. После того, как второй украинский военный лег на землю, российские солдаты открыли по ним огонь в упор. После начала стрельбы по украинским бойцам первый вышедший из блиндажа попытался подняться, но сразу упал на землю от шквального обстрела из автомата.
3 декабря 2023 в ВСУ подтвердили информацию об убийстве украинских военных, которые хотели сдаться в плен. Военные из 45-го отдельного стрелкового батальона подтвердили, что убитые российскими оккупантами бойцы принадлежали к их подразделению.
Глава военной администрации Авдеевки Виталий Барабаш утверждал, что «расстрелявшие украинских пленных оккупанты были ликвидированы». Однако представитель ГУР Андрей Юсов не подтвердил заявления о ликвидации российских военных, причастных к этому преступлению.

### Реакция
Служба безопасности Украины по факту военного преступления открыла уголовное дело по ч. 2 ст. 438 Уголовного кодекса — нарушение законов войны, связанное с умышленным убийством.
Уполномоченный Верховной Рады по правам человека Дмитрий Лубинец заявил:
«Это очередное нарушение Женевских конвенций и неуважение к международному гуманитарному праву (…) РФ должно понести наказание за каждый подобный случай казни украинских военных, которые сдаются в плен!». Лубинец подчеркнул: 

На видео отчетливо видно, что украинские военные выполняют необходимые шаги, которые показывают, что они сдаются в плен! Воины были обезоружены, а их руки подняты вверх. Они не несли никакой угрозы! Российская сторона должна была взять их в плен и предоставить статус военнопленных.
Оригинальный текст (укр.)На відео чітко видно, що українські військові виконують необхідні кроки, які показують, що вони здаються у полон! Воїни були обеззброєнні, а їхні руки — піднятими до гори. Вони не несли жодної загрози! Російська сторона мала взяти їх у полон та надати статус військовополонених.

Лубинец обратился в Международный комитет Красного Креста и других международных организаций с информацией об очередных военных преступлениях россиян против Украины.
Российские власти официально не комментировали этот случай расстрела украинских военнопленных.